# Jan I Mavrocordat
Jan I Mavrocordat (rum. Ioan Mavrocordat; ur. 1684, zm. 1719) – hospodar Wołoszczyzny w latach 1716–1719 z rodu Mavrocordat.

## Życiorys
Był bratem hospodara mołdawskiego i wołoskiego Mikołaja Mavrocordata, synem wysokiego urzędnika Imperium Osmańskiego Aleksandra Mavrocordata. Objął tron wołoski w trakcie wojny austriacko-tureckiej, po tym, jak jego brat Mikołaj dostał się w niewolę austriacką. Początkowo wojska austriackie ścierały się z tureckimi na terenie Wołoszczyzny, co próbowali wykorzystać miejscowi bojarzy do zrzucenia zwierzchnictwa tureckiego, bardzo szybko jednak Austriacy wycofali się do Oltenii, która ostatecznie po zakończeniu wojny pozostała w granicach Austrii. W 1719 rządy w okrojonej Wołoszczyźnie objął na powrót jego brat Mikołaj, zwolniony z niewoli - Jan zmarł wkrótce później.